# کونیوشا، اوسچینا
کونیوشا (به صربی: Konjuša) یک روستا در صربستان است که در اوبرنوواتس واقع شده‌است.